# Faceta (geometría)

Las facetas de un hexaedro forman un octaedro piramidado o estrella octángula

En geometría, una faceta es un elemento inscrito en un poliedro, poliótopo o estructura geométrica relacionada,  cuya dimensión es de un orden menor que la estructura en sí. 
- En la geometría tridimensional, una faceta de un poliedro es cualquier polígono (inscrito en un plano) cuyas esquinas son vértices del poliedro y no es una cara.[1][2] Facetar un poliedro es buscar y unir tales facetas para formar las caras de un nuevo poliedro; este es el proceso recíproco a la radiación y también se puede aplicar a politopos de dimensiones superiores.[3]
- En la combinatoria poliédrica y en la teoría general de los polítopos, una faceta de un politopo de dimensión n es una cara que tiene dimensión n - 1.  También se pueden llamar "(n - 1) - caras".  En geometría tridimensional, a menudo se les llama simplemente "caras".[4]
- Una faceta de un complejo simplicial es un simplex máximo, que no es una cara de otro simplex del complejo.[5]  Para (contornos complejos de) politopos simpliciales, esto coincide con el significado que se le da en la combinatoria poliédrica.